# Prays caenobitella
Prays caenobitella là một loài bướm đêm thuộc họ Yponomeutidae.